# Дион, Паскаль
Паскаль Дион (англ. Pascal Dion; род. 8 августа 1994, Монреаль, Квебек) — канадский шорт-трекист, бронзовый призёр Олимпийских игр 2018 года в эстафете, серебряный призёр чемпионата мира. Окончил Университет Квебека в Монреале на кафедре кинезиология, он начал изучать финансы в Университете Конкордии в Монреале.

## Спортивная карьера
Паскаль Дион начал кататься на коньках в возрасте 4-х лет в посёлке Пуэнт-о-Трамбле. Сначала занимался фигурным катанием, прежде чем переключился на шорт-трек в возрасте 6-и лет. Он играл в футбол и хоккей на улице со своими друзьями, и в первые годы катание на коньках не было приоритетом. Когда ему было 12 лет, катание на коньках стало более важным, особенно после советов тренера Марка-Андре Монетта
Он впервые выступил на международном уровне в 2015 году на зимней Универсиаде в Гранаде, где смог подняться на 4-е место в беге на 1500 м. В декабре 2015 года Паскаль впервые участвовал на Кубке мира и занял 7-е место в беге на 500 м в Нагое и бронзу в эстафете. Через год осенью прошёл отбор в национальную сборную, заняв 5-е место в общем зачёте. На Кубке мира в Калгари занял 4-е места в беге на 1500 м и в эстафете, а в декабре впервые поднялся на 2-е место в Канныне.
В марте 2017 года на чемпионате мира в Амстердаме в составе команды занял 5-е место в эстафете. В октябре на Кубке мира дважды победил в эстафете в Будапеште и Дордрехте. В 2018 году на зимних Олимпийских играх в Пхёнчхане он участвовал в беге на 1500 м и занял 10-е место, а в эстафете поднялся на 3-е место, выиграв бронзовую медаль Олимпиады.
После Олимпиады с хорошим настроением Паскаль участвовал на чемпионате мира в Монреале, где в составе эстафетной команды выиграл серебряную медаль, а в личном многоборье занял 22-е место. Осенью на Кубке мира в личных гонках поднимался на 5-6 места, в Алматы стал 2-м в мужской эстафете и 1-м в смешанной, а в Дрездене победил в мужской в эстафете. В марте 2019 года на чемпионате мира в Монреале в эстафете занял 6-е место.
На чемпионате Канады 2019 года Паскаль впервые занял 2-е место в абсолютном зачёте, а в ноябре на Кубке мира в Солт-Лейк-Сити занял 3-е место в эстафете. В феврале 2020 года выиграл золото в Дордрехте в составе эстафеты. В сезоне 2020/2021 из-за угрозы пандемии коронавируса все соревнования были отменены.
В сезоне 2021/22 он удачно стартовал на Кубке мира в Пекине и Нагое, где занял 3-е места в беге на 1000 м, в Дебрецене он выиграл три серебра на дистанциях 1000 м, 1500 м и в смешанной эстафете, а также золото в мужской эстафете, а на 4-м этапе в Дордрехте занял 4-е место в беге на 1000 м и 2-е место в эстафете.
В феврале 2022 года на зимних Олимпийских играх в Пекине Паскаль Дион вместе с командой одержал победу в эстафете, выиграв свою первую золотую олимпийскую медаль, а следом в апреле на чемпионате мира в Монреале завоевал две серебряные медали в беге на 1500 м и в многоборье, а также выиграл бронзовую медаль в эстафете.

## Личная жизнь
Паскаль Дион любит блины, увлекается пляжным волейболом, катанием на сноуборде, гольфом, теннисом, вейкбордингом, бадминтоном.